# دائرة آريس
دائرة آريس هي إحدى دوائر ولاية باتنة الجزائرية.